# When Machines Attack
When Machines Attack è il decimo album in studio long playing del gruppo Circus Devils, pubblicato negli Stati Uniti nel 2013, in vinile e in CD dalla Happy Jack Rock Records. I Circus Devil sono uno dei progetti paralleli di Robert Pollard, leader e fondatore dei Guided by Voices. Tutte le canzoni sono state scritte ed eseguite da Robert Pollard, Todd Tobias e Tim Tobias.

## Tracce
Lato A
1. Beyond The Sky - 01:10
2. You're Not A Police Car'' - 01:57
3. Bad Earthman - 01:55
4. Idiot Tree - 01:45
5. Arrival At Low Volume Submarine - 02:20
6. Craftwork Man - 02:27
7. Blood Dummies - 01:44
8. When Machines Attack - 01:55
9. Wizard Hat Lost In Stars - 01:48
10. Johnny Dart - 02:27

Lato B
1. We're Going Inside The Head (Of A Winner) - 03:16
2. Brain Of The Iron Fist - 01:44
3. Let Us Walk With Monsters - 02:47
4. The Horrified Flower - 02:21
5. Doberman Wasps - 01:54
6. The Lamb Gets Even - 01:28
7. Centerverse - 02:38
8. We Shall Soon Discover - 02:38
9. Beyond The Sky (Part 2) - 01:34

## Musicisti
- Todd Tobias: strumentazione
- Robert Pollard: voce
- Tim Tobias: strumentazione